# Lignac
Lignac – miejscowość i gmina we Francji, w Regionie Centralnym, w departamencie Indre.
Według danych na rok 1990 gminę zamieszkiwały 614 osoby, a gęstość zaludnienia wynosiła 9 osób/km² (wśród 1842 gmin Centre, Lignac plasuje się na 596. miejscu pod względem liczby ludności, natomiast pod względem powierzchni na miejscu 21.).